# Ceryx sarganica
Ceryx sarganica är en fjärilsart som beskrevs av Butler. Ceryx sarganica ingår i släktet Ceryx och familjen björnspinnare. Inga underarter finns listade i Catalogue of Life.